# 47-ма окрема інженерна бригада (Україна)
47-ма окрема інженерна бригада (47 ОІБр, в/ч А2755) — інженерне формування у складі Сил підтримки Збройних сил України. Дислокується в місті Дубно Рівненської області.

## Історія
2 січня 2019 року кадрове управління однієї з інженерних частин було переформовано у бригаду із двома окремими дорожньо-комендантськими батальйонами. Бригада була сформована на базі 107-го центру дорожнього забезпечення. Основними завданнями бригади стали організація дорожньо-комендатської служби, ремонт та будівництво доріг, влаштування переправ та мостів, супроводу колон, тощо.
Відповідно до спільної директиви Міністерства оборони України та Генерального штабу ЗСУ, у вересні 2020-го окрему дорожньо-комендантську бригаду переформовано в окрему інженерну бригаду Командування Сил підтримки.
Бригада постійно залучалася до виконання завдання у складі операції Об'єднаних сил для охорони та оборони важливих об'єктів на території Донецької та Луганської областей, несення комендантської служби, а також обладнання понтонно-мостових переправ.
17 липня 2021 року на території бригади у місті Дубно була закладена капсулу під будівництво храму Почаївської Ікони Божої Матері. Наріжний камінь освятив архієпископ Рівненський і Острозький Іларіон. Храм побудовано силами бригади, а також за кошти субвенції міськради і місцевих спонсорів. 5 серпня 2022 року храм було освячено та відкрито для військовослужбовців бригади.
19 квітня 2023 року бригаду відвідав предстоятель Православної Церкви України Епіфаній. Предстоятель спільно з військовослужбовцями помолився за перемогу України та вручив медалі святого Юрія Переможця військовослужбовцям бригади.

## Структура
До складу бригади входять:
- 301-й окремий дорожньо-комендантський батальйон
- 304-й окремий дорожньо-комендантський батальйон
- Інженерно-саперний батальйон

## Оснащення
- Важкий механізований міст ТММ-3М1[5]

## Командування
- (з 2019 по 2021) полковник Євген Пічура[10]
- (з 2021) полковник Олександр Томашевський[4][11][12][13]

## Втрати

### 2021
- 5 серпня 2021 — Цибульський Олександр Володимирович, старший солдат.[14]

### 2022
- 13 вересня 2022 — Миколайчик Петро Федорович, молодший сержант, водій. Загинув під час ракетного удару по розташуванню роти в районі населеного пункту Лозова Харківської області.[15]
- 18 грудня 2022 — Стахнюк Олександр («Колібрі»), старший солдат. Загинув під час мінометного обстрілу біля села Тоненьке Донецької області.[16]

### 2024
- 16 грудня 2024 — Довгаль Олег Михайлович, капітан.[17]